# Église Saint-Didier de Roche
Pour les articles homonymes, voir Église Saint-Didier.
L'église Saint-Didier est une église catholique située à Roche-et-Raucourt, en France.

## Localisation
L'église est située sur la commune de Roche-et-Raucourt, dans le département français de la Haute-Saône.

## Historique
L'édifice est inscrit au titre des monuments historiques en 1980.